# Guhrow
Guhrow (Nedersorbisch: Góry) is een gemeente in de Duitse deelstaat Brandenburg, en maakt deel uit van de Landkreis Spree-Neiße.
Guhrow telt 534 inwoners.